# NGC 6469
NGC 6469 is een open sterrenhoop in het sterrenbeeld Boogschutter. Het hemelobject werd op 27 juni 1837 ontdekt door de Britse astronoom John Herschel.

## Synoniemen
- OCL 21
- ESO 589-SC18